# Evangelische Kirche (Fischbach)

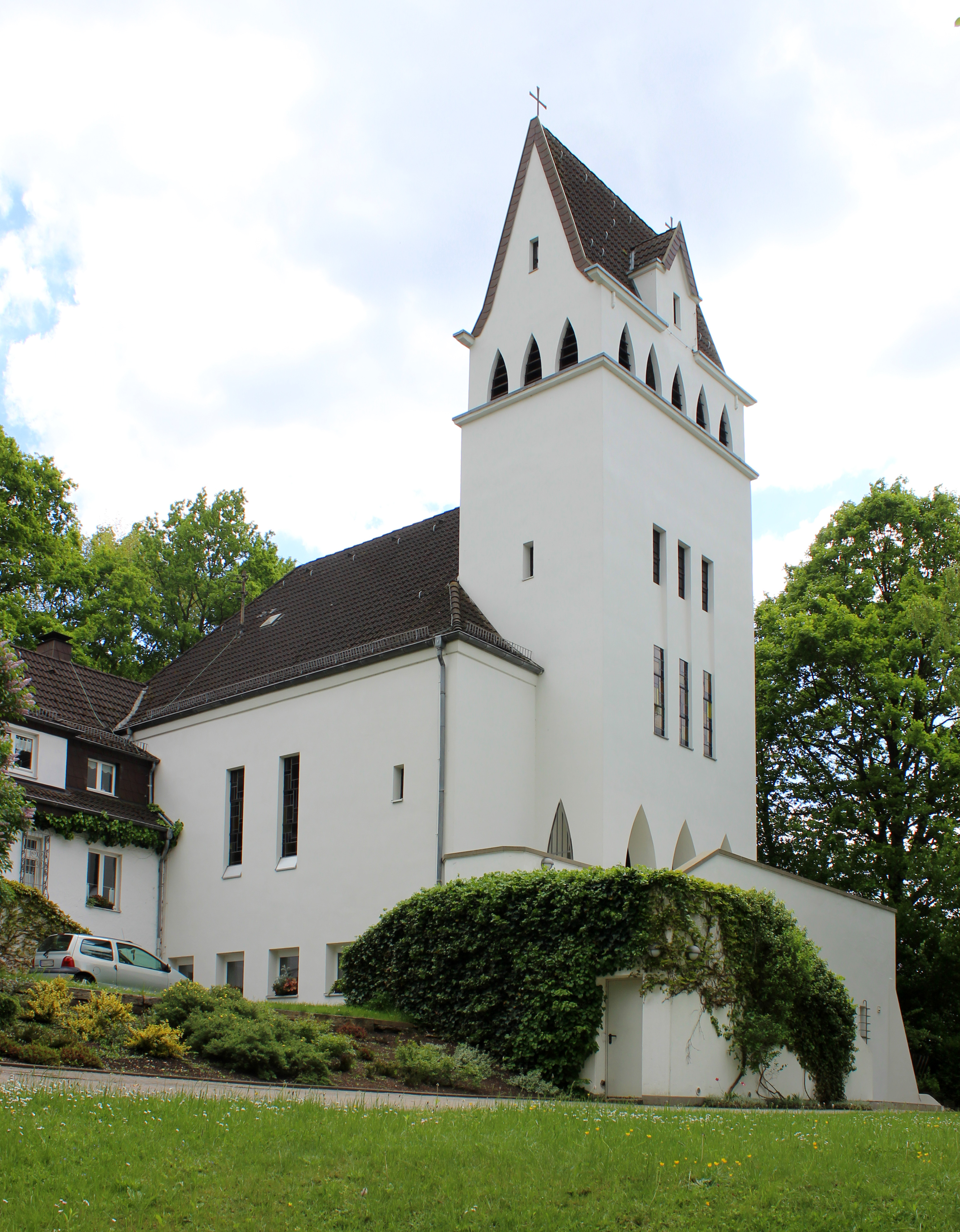
Die protestantische Kirche in Fischbach

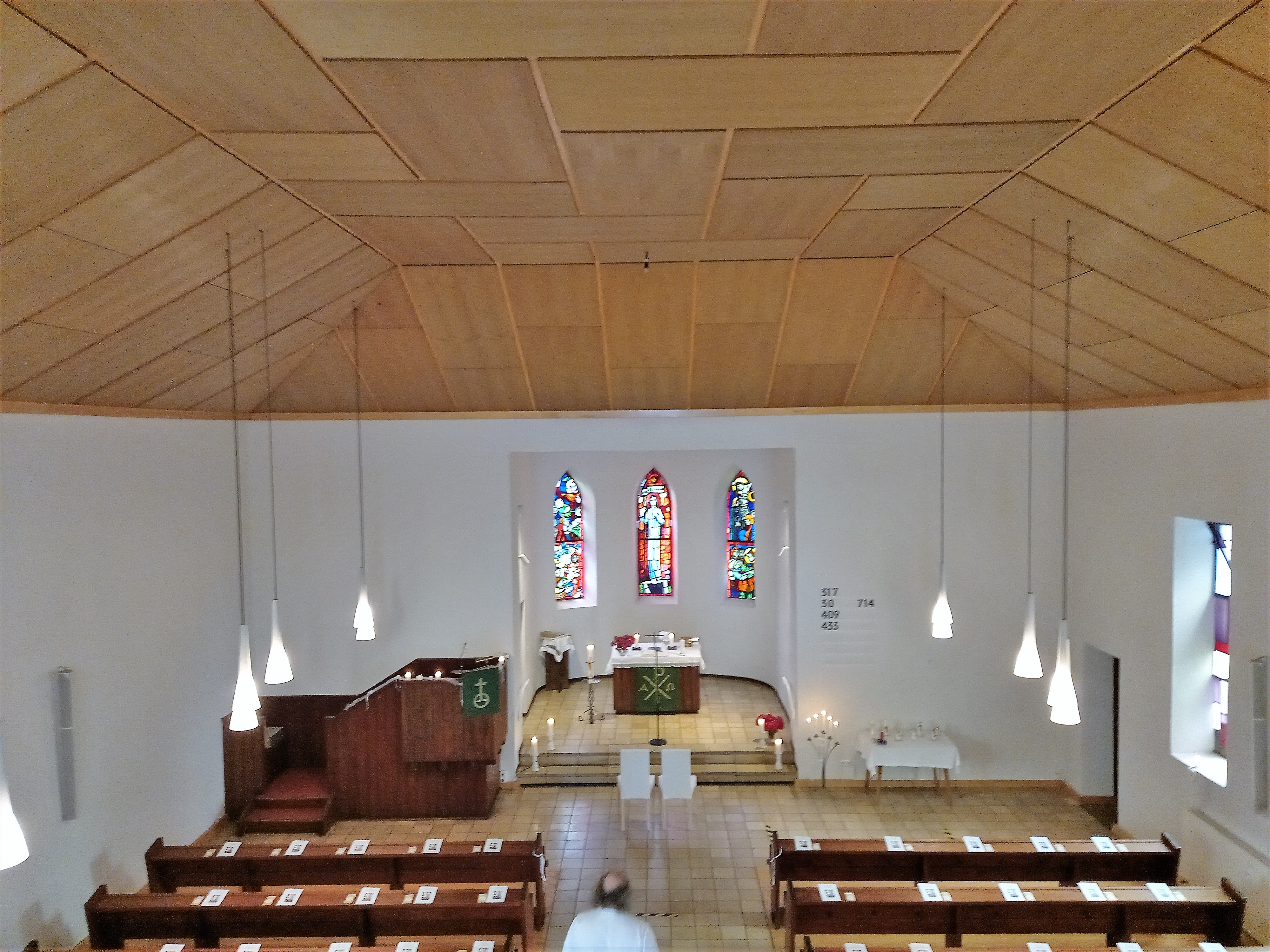
Blick ins Innere der Kirche

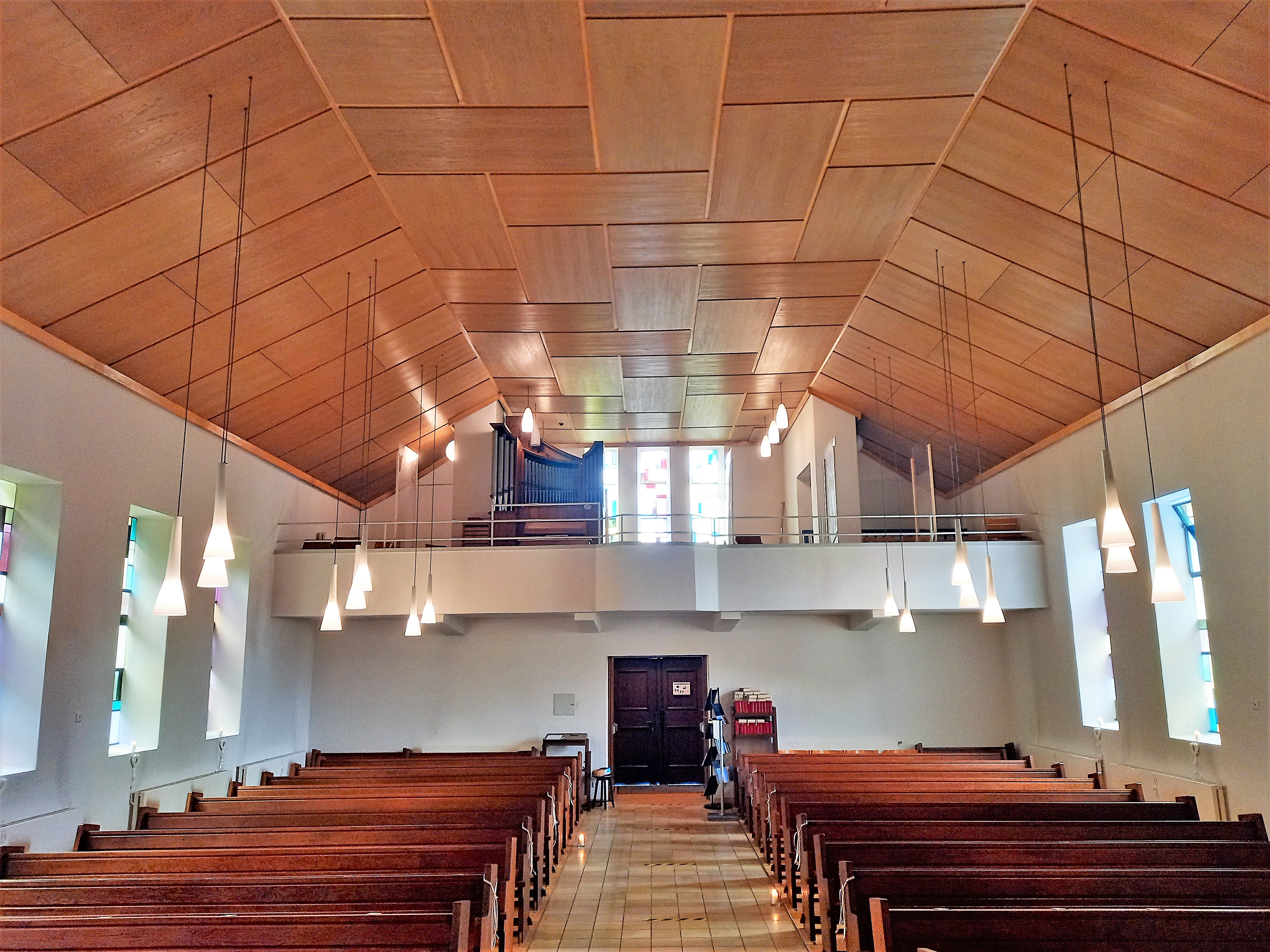
Blick zur Orgelempore

Die Evangelische Kirche im saarländischen Fischbach-Camphausen, einem Ortsteil der Gemeinde Quierschied, Regionalverband Saarbrücken, gehört zur Evangelischen Kirchengemeinde Fischbach, die dem Kirchenkreis Saar-Ost der Evangelischen Kirche im Rheinland zugeordnet ist. In der Denkmalliste des Saarlandes ist die Kirche als Einzeldenkmal aufgeführt.

## Geschichte
Im Jahr 1900 erfolgte der Bau eines Glockenturms, der aber 1926 wieder abgerissen wurde und dessen Steine für den Bau der heutigen Kirche Verwendung fanden. Errichtet wurde die Kirche in den Jahren 1926 bis 1930 nach Plänen des Architekten Stadtbaurat a. D. Julius Ammer (Saarbrücken). Zuvor hatte Regierungsbaumeister Heinrich Biel ein Gutachterurteil zum Vorentwurf des Kirchenneubaus abgegeben. Nach Beginn der Bauarbeiten oblag Regierungsoberbaumeister Rudolf Krüger die Bauleitung.
Zwischen 1960 und 1970 wurde die Kirche Restaurierungsmaßnahmen unterzogen. Eine erneute Restaurierung wurde im Jahr 2003 durchgeführt.

## Architektur und Ausstattung
Das oberhalb der Talstraße an einem Hang gelegene Kirchengebäude mit seinem hohen Turm prägt das Ortsbild. Zum Gebäudekomplex der Kirche gehört auch ein Pfarrhaus, das im rechten Winkel nördlich an die Kirche angebaut ist, sowie ein Gemeindesaal unterhalb des Kirchenraums. Eine breite Treppenanlage führt zum Kirchenraum hinauf, der durch Spitzbogenarkaden betreten wird. Spitzbögen als Schallöffnungen im Glockengeschoss stellen auch ein markantes Merkmal des Kirchturms dar. Zusätzlich befinden sich längliche Fensteröffnungen in der Turmfassade, die ebenfalls zum markanten Aussehen des Turmes beitragen.
Im Inneren der Kirche fallen die drei Fenster im Chorraum auf. Sie wurden im Jahr 1953 von dem ungarisch-deutschen Architekten und Kirchenfenstermaler György Lehoczky (Saarbrücken) entworfen. Dargestellt sind „Jesu Geburt“ mit „Bergpredigt“, „Auferstehung Christi“ und „Kreuzigung“ mit „Jesus heilt“. Im Jahr 2003 wurden die Fenster restauriert.

## Orgel

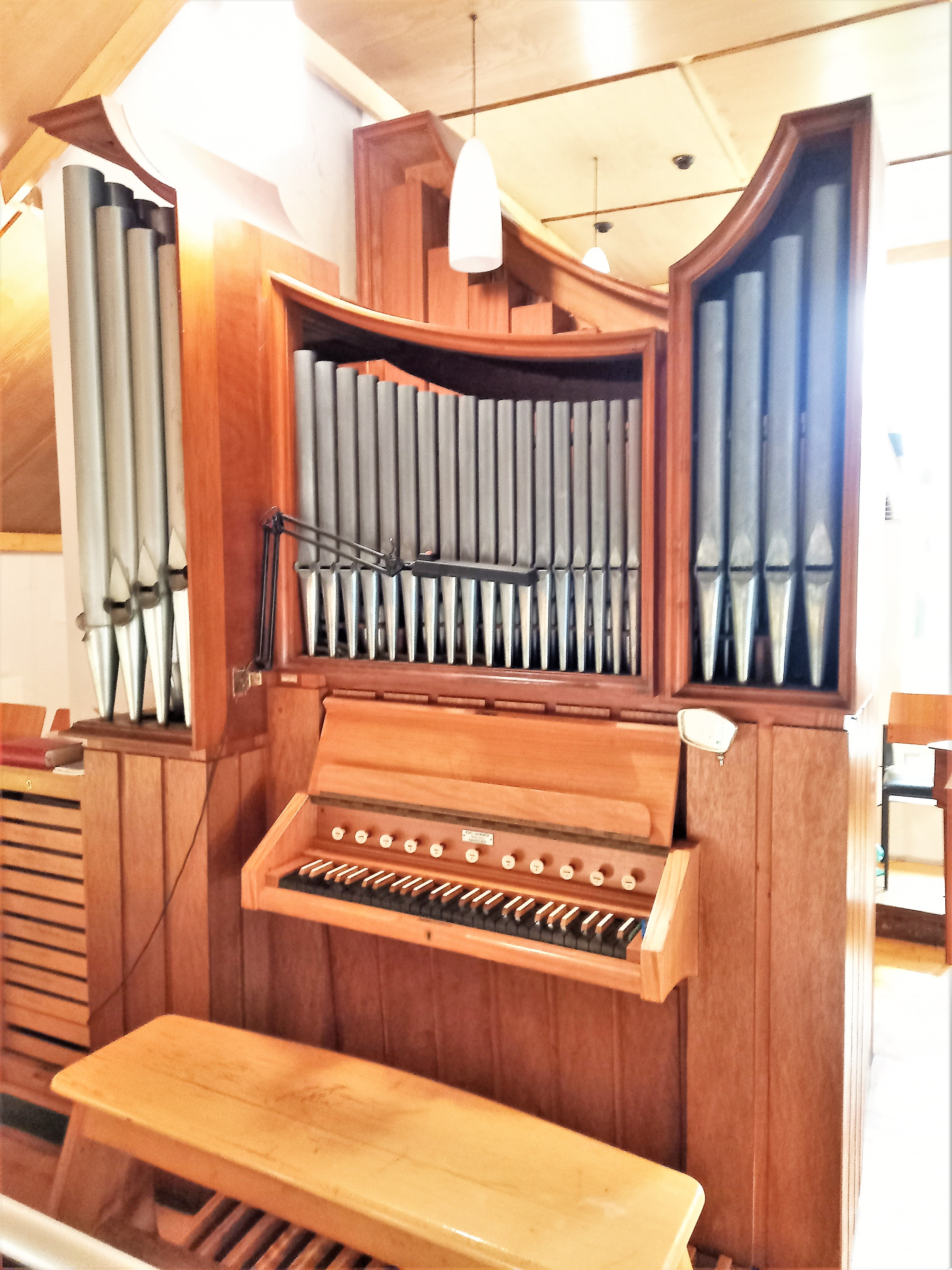
Hammer-Orgel (1961)

Die Orgel der Kirche wurde 1961 von der Firma Emil Hammer Orgelbau (Arnum) erbaut. Das Schleifladen-Instrument verfügt über sechs Register, verteilt auf ein Manual und Pedal. Die Spiel- und Registertrakturen sind mechanisch. Die Disposition lautet wie folgt:
| I Hauptwerk C–g3 |                |       |
| 1.               | Gedackt B/D    | 8′    |
| 2.               | Rohrflöte B/D  | 4′    |
| 3.               | Prinzipal B/D  | 2′    |
| 4.               | Quinte B/D     | 1 ⁄3′ |
| 5.               | Mixtur III B/D |       |

| Pedal C–f1 |        |     |
| 6.         | Subbaß | 16′ |

- Koppeln: I/P